# Syllepte glebalis
Syllepte glebalis là một loài bướm đêm trong họ Crambidae.